# Campionato africano maschile di pallacanestro 1964
Il 2º Campionato Africano Maschile di Pallacanestro FIBA si è svolto in Marocco dal 4 all'8 marzo del 1964. Il torneo è stato vinto dalla Rep. Araba Unita per la seconda volta.

## Squadre partecipanti
- Mali
- Marocco
- Palestina
- Rep. Araba Unita
- Senegal
- Tunisia

## Classifica finale
| Campione d'Africa | Campione d'Africa | Campione d'Africa |
| ----------------- | ----------------- | ----------------- |
| Rep. Araba Unita  |                   |                   |
| Argento           | Marocco           |                   |
| Bronzo            | Palestina         |                   |
| 4.                | Tunisia           |                   |
| 5.                | Senegal           |                   |
| 6.                | Mali              |                   |